# Aubergines à la sarde
Les aubergines à la sarde sont un plat typique de la Sardaigne.

## Recette
La chair des aubergines coupées en deux dans le sens de la longueur ou en tranches est superficiellement incisée pour y badigeonner un mélange de persil, d’ail et d’huile d’olive. Des tomates en dés et de l’huile d’olive sont encore ajoutées sur le dessus, puis les aubergines sont cuites au four.